# Eugeniusz Skibiński
Eugeniusz Skibiński (ur. 1858 w Şamaxı, ok. 1918) – polski architekt działający w Baku.

## Życiorys
Urodził się w polskiej rodzinie zamieszkującej Şamaxı, w 1859 po trzęsieniu ziemi jego rodzina przeniosła się do Baku. Wyjechał do Petersburga, gdzie studiował na Cesarskiej Akademii Sztuk Pięknych. Po złożeniu egzaminu końcowego i uzyskaniu tytułu inżyniera powrócił do Baku, gdzie otrzymał posadę w magistracie. Od 1896 był wykładowcą w działającej w Baku Szkole Technicznej, równocześnie był wziętym architektem, zaprojektował ok. 250 budynków.
Należał do grupy architektów projektujących w 1883 dworzec kolejowy w Baku. Większość projektów Eugeniusza Skibińskiego powstała w stylu orientu, pierwsze projekty tworzył szablonowo stosując popularne wówczas wzorniki. Porzucił ten sposób tworzenia ok. 1899, kiedy powierzono mu budowę pałacyku dla bogatego kupca Aga-Bała Kulijewa. Inwestor podróżował wcześniej po Europie i miał określone plany dotyczące budowanej rezydencji, Eugeniusz Skibiński wzorował się na zespole pałacowym szachów Szyrwanu. Współcześnie mieści się tam bakijski dom architekta. Na przełomie XIX i XX wieku zakończył pracę w magistracie, a wkrótce potem również praktykę prywatną.

## Realizacje w Baku
- dwukondygnacyjne i trójkondygnacyjne domy mieszkalne (1887-1899) - m.in. ulice: Surchańska, Czerwonej Wody, Perska/Cerkiewna, Mołokańska/Pralnicza, Gimnazjalna, Bariatyńska/Policyjna, Kaspijska/Prijutska, Kamienista/Azjatycka/Czerwonej Wody, Gubernialna, Cmentarna/Czerwonego Krzyża, Gubernialna/Górska, Policyjna, Kubińska/III Równoległa, Szosa Bałachańska, Dworcowa/Mołokańska, Spasska/Kannie-tepińska, Surachańska/Czadrowa, Kaspijska/Surachańska/Kamienista, Twierdza, Surachańska-Taza-pirska, Czerwonego Krzyża, Cerkiewna/Surachańska, Perska/Gubernialna, Merkuriewska/Czerwonej Wody, Stanisławska/Prijutskiej, Morska/Bałachańska/Bondarna, Perska,
- hale targowe z antresolami, ul. Kanni-tepińska (1889),
- dom jednokondygnacyjny, ul. Marińska róg Prijutskiej (1890),
- hale targowe na rogu ulic Targowej i Mołokańskiej (1891)
- hale targowe z antresolami - ul. Bazarowa (1892),
- hale targowe - ul. Czerwonej Wody (1893),
- spichlerze (dawne Hale Kokoriewskie, 1895)[1].